# Wereldkampioenschappen atletiek 1987
De tweede IAAF Wereldkampioenschappen atletiek vonden plaats van 28 augustus tot 6 september 1987 in het Olympisch Stadion van Rome (Italië). De 10.000 m voor vrouwen (zowel de loopwedstrijd op de piste als het snelwandelen op de weg) was een nieuw nummer op het programma van de wereldkampioenschappen.
België behaalde een eerste WK-medaille dankzij de derde plaats van William Van Dijck op de 3000 m steeple (tijd: 8.12,18).

## Wereldrecords
De 2,09 m die de winnares van het hoogspringen, Stefka Kostadinova uit de Volksrepubliek Bulgarije, overschreed was een wereldrecord dat in 2019 nog steeds overeind stond.
De Amerikaanse sprinter Carl Lewis liep met 9,93 s een wereldrecord op de 100 m.

## Deelnemers

### Nederlandse deelnemers
- Jan Cortenbach
  - 50 km snelwandelen - 20e met 4:00.10
- Nelli Cooman-Fiere
  - 100 m - 6e in de halve finale met 11,21 s
- Rob Druppers
  - 800 m - 7e in de series met 1.46,98
- Robin van Helden
  - 800 m - 6e in de kwart finale met 1.46,69
- Tineke Hidding
  - zevenkamp - 13e met 6040 p
- Herman Hofstee
  - 3000 m steeplechase - 12e in de series met 8.44,04
- Han Kulker
  - 1500 m - 9e in de finale met 3.42,16
- Elly van Hulst
  - 1500 m - 8e in de finale met 4.03,63
  - 3000 m - 6e in de finale met 8.42,56
- Hans Koeleman
  - 3000 m steeplechase - 10e in de series met 8.41,80
- Marti ten Kate
  - marathon - 24e in 2:22.21
- Achmed de Kom
  - 100 m - 7e in de kwart finale met 10,45 s
  - 200 m - 7e in de kwart finale met 21,39 s
- Robert de Wit
  - tienkamp - DNF in finale

### Belgische deelnemers
- Luc Bernaert
  - 800 m - 5e in de series met 1.47,48
- Alain Cuypers
  - 110 m horden - DNF in series
- Ronald Desruelles :
  - 100 m - 6e in de kwart finale met 10,69 s
- Godfried Dejonckheere
  - 50 km snelwandelen - 10e met 3.52,21
- Agnes Pardaens
  - marathon - 15e met 2:39.52
- Didier Falise
  - hink-stap-springen - 8e in kwalificatieronde met 16,51 m
- Jeroen Fischer
  - verspringen - DNS in kwalificatieronde
- Marleen Renders
  - 10.000 m - 12e in de finale met 32.15,51
- Vincent Rousseau
  - 5000 m - 5e in de finale met 13.28,56
- Lieve Slegers
  - 10.000 m - DNF in de finale
- Rik Tommelein
  - 400 m horden - 4e in series met 50,63 s
- Dirk Vanderherten
  - marathon - 10e met 2:16.42
- William Van Dijck
  - 3000 m steeplechase - 3e met 8.12,18
- Ingrid Verbruggen
  - 100 m - 7e in de kwart finale met 11,78 s
  - 200 m - 4e in de series met 23,77 s
- Michel Zimmerman
  - 400 m horden - 6e in series met 50,70 s

## Uitslagen

### 100 m
| Rang | Land | Atleet               | Tijd      |
| ---- | ---- | -------------------- | --------- |
| 1    | USA  | Carl Lewis           | 9,93 (WR) |
| 2    | JAM  | Ray Stewart          | 10,08     |
| 3    | GBR  | Linford Christie     | 10,14     |
| 4    | HUN  | Attila Kovács        | 10,20     |
| 5    | URS  | Viktor Bryzgin       | 10,25     |
| 6    | USA  | Lee McRae            | 10,34     |
| 7    | ITA  | Pierfrancesco Pavoni | 16,23     |
| 8    | CAN  | Ben Johnson          | DSQ       |

| Rang | Land | Atleet                   | Tijd       |
| ---- | ---- | ------------------------ | ---------- |
| 1    | GDR  | Silke Gladisch-Möller    | 10,90 (KR) |
| 2    | GDR  | Heike Daute-Drechsler    | 11,00      |
| 3    | JAM  | Merlene Ottey            | 11,04      |
| 4    | USA  | Diane Williams           | 11,07      |
| 5    | CAN  | Angella Taylor-Issajenko | 11,09      |
| 6    | BUL  | Anelia Nuneva            | 11,09      |
| 7    | CAN  | Angela Bailey            | 11,18      |
| 8    | USA  | Pam Marshall             | 11,19      |

### 200 m
| Rang | Land | Atleet                  | Tijd  |
| ---- | ---- | ----------------------- | ----- |
| 1    | USA  | Calvin Smith            | 20,16 |
| 2    | FRA  | Gilles Quenéhervé       | 20,16 |
| 3    | GBR  | John Regis              | 20,18 |
| 4    | BRA  | Robson Caetano da Silva | 20,22 |
| 5    | URS  | Vladimir Krylov         | 20,23 |
| 6    | USA  | Floyd Heard             | 20,25 |
| 7    | ITA  | Pierfrancesco Pavoni    | 20,45 |
| 8    | CAN  | Atlee Mahorn            | 20,78 |

| Rang | Land | Atleet                   | Tijd       |
| ---- | ---- | ------------------------ | ---------- |
| 1    | GDR  | Silke Gladisch-Möller    | 21,74 (KR) |
| 2    | USA  | Florence Griffith-Joyner | 21,96      |
| 3    | JAM  | Merlene Ottey            | 22,06      |
| 4    | USA  | Pam Marshall             | 22,18      |
| 5    | USA  | Gwen Torrence            | 22,40      |
| 6    | NGR  | Mary Onyali              | 22,52      |
| 7    | POL  | Ewa Kasprzyk             | 22,52      |
| 8    | BUL  | Nadejda Gueorguieva      | 22,55      |

### 400 m
| Rang | Land | Atleet            | Tijd       |
| ---- | ---- | ----------------- | ---------- |
| 1    | GDR  | Thomas Schönlebe  | 44,33 (ER) |
| 2    | NGR  | Innocent Egbunike | 44,56      |
| 3    | USA  | Butch Reynolds    | 44,80      |
| 4    | CUB  | Roberto Hernández | 44,99      |
| 5    | GBR  | Derek Redmond     | 45,06      |
| 6    | KEN  | David Kitur       | 45,34      |
| 7    | CIV  | Gabriel Tiacoh    | 46,27      |
| 8    | USA  | Roddie Haley      | 46,77      |

| Rang | Land | Atleet                   | Tijd  |
| ---- | ---- | ------------------------ | ----- |
| 1    | URS  | Olga Vladykina-Bryzgina  | 49,38 |
| 2    | GDR  | Petra Müller-Schersing   | 49,94 |
| 3    | GDR  | Kirsten Siemon-Emmelmann | 50,20 |
| 4    | URS  | Maria Pinigina           | 50,53 |
| 5    | USA  | Lillie Leatherwood       | 50,82 |
| 6    | CAN  | Jillian Richardson       | 51,03 |
| 7    | USA  | Diane Dixon              | 51,13 |
| 8    | URS  | Olga Nazarova            | 51,20 |

### 800 m
| Rang | Land | Atleet            | Tijd         |
| ---- | ---- | ----------------- | ------------ |
| 1    | KEN  | Billy Konchellah  | 1.43,06 (KR) |
| 2    | GBR  | Peter Elliott     | 1.43,41      |
| 3    | BRA  | José Luiz Barbosa | 1.43,76      |
| 4    | POL  | Ryszard Ostrowski | 1.44,59      |
| 5    | MAR  | Faouzi Lahbi      | 1.44,83      |
| 6    | KEN  | Stephen Ole Marai | 1.44,84      |
| 7    | YUG  | Slobodan Popovic  | 1.45,07      |
| 8    | GBR  | Tom McKean        | 1.49,21      |

| Rang | Land | Atleet                      | Tijd         |
| ---- | ---- | --------------------------- | ------------ |
| 1    | GDR  | Sigrun Wodars               | 1.55,26 (NR) |
| 2    | GDR  | Christine Wachtel           | 1.55,32      |
| 3    | URS  | Ljoebov Goerina             | 1.55,56      |
| 4    | CUB  | Ana Fidelia Quirot          | 1.55,84 (AR) |
| 5    | TCH  | Jarmila Kratochvílová       | 1.57,81      |
| 6    | ROM  | Mitica Junghiatu-Constantin | 1.59,66      |
| 7    | URS  | Nadezjda Olizarenko         | 2.00,28      |
| 8    | YUG  | Slobodanka Colovic          | 2.02,09      |

### 1500 m
| Rang | Land | Atleet             | Tijd    |
| ---- | ---- | ------------------ | ------- |
| 1    | SOM  | Abdi Bile          | 3.36,80 |
| 2    | ESP  | José Luís Gonzalez | 3.38,03 |
| 3    | USA  | Jim Spivey         | 3.38,82 |
| 4    | KEN  | Joseph Chesire     | 3.39,36 |
| 5    | SUD  | Omer Khalifa       | 3.39,81 |
| 6    | GDR  | Jens-Peter Herold  | 3.40,14 |
| 7    | AUS  | Mike Hillardt      | 3.40,23 |
| 8    | GBR  | Steve Cram         | 3.41,19 |

| Rang | Land | Atleet                       | Tijd         |
| ---- | ---- | ---------------------------- | ------------ |
| 1    | URS  | Tatyana Samolenko-Dorovskikh | 3.58,56 (KR) |
| 2    | GDR  | Hildegard Körner             | 3.58,67      |
| 3    | ROM  | Doina Melinte                | 3.59,27      |
| 4    | SUI  | Cornelia Bürki               | 3.59,90      |
| 5    | GDR  | Andrea Lange-Hahmann         | 4.00,63      |
| 6    | GBR  | Kirsty Wade                  | 4.01,41      |
| 7    | USA  | Diana Richburg               | 4.01,79      |
| 8    | NED  | Elly van Hulst               | 4.03,63      |

### 5000 m/3000 m
| Rang | Land | Atleet           | Tijd     |
| ---- | ---- | ---------------- | -------- |
| 1    | MAR  | Saïd Aouita      | 13.26,44 |
| 2    | POR  | Domingos Castro  | 13.27,59 |
| 3    | GBR  | Jack Buckner     | 13.27,74 |
| 4    | SUI  | Pierre Délèze    | 13.28,06 |
| 5    | BEL  | Vincent Rousseau | 13.28,56 |
| 6    | BUL  | Evgeni Ignatov   | 13.29,68 |
| 7    | GBR  | Tim Hutchings    | 13.30,01 |
| 8    | POR  | Dionísio Castro  | 13.30,94 |

| Rang | Land | Atleet                       | Tijd    |
| ---- | ---- | ---------------------------- | ------- |
| 1    | URS  | Tatjana Samolenko-Dorovskikh | 8.38,73 |
| 2    | ROM  | Maricica Puica               | 8.39,45 |
| 3    | GDR  | Ulrike Bruns                 | 8.40,30 |
| 4    | SUI  | Cornelia Bürki               | 8.40,31 |
| 5    | URS  | Jelena Romanova              | 8.41,33 |
| 6    | NED  | Elly van Hulst               | 8.42,56 |
| 7    | GBR  | Yvonne Murray                | 8.43,94 |
| 8    | GBR  | Wendy Smith-Sly              | 8.45,85 |

### 10.000 m
| Rang | Land | Atleet              | Tijd          |
| ---- | ---- | ------------------- | ------------- |
| 1    | KEN  | Paul Kipkoech       | 27.38,63 (KR) |
| 2    | ITA  | Francesco Panetta   | 27.48,98      |
| 3    | GDR  | Hansjörg Kunze      | 27.50,37      |
| 4    | MEX  | Arturo Barrios      | 27.59,66      |
| 5    | GBR  | Steve Binns         | 28.03,08      |
| 6    | TCH  | Martin Vrabel       | 28.05,59      |
| 7    | GRE  | Spyros Andriopoulos | 28.07,17 (NR) |
| 8    | USA  | Steve Plasencia     | 28.11,38      |

| Rang | Land | Atleet             | Tijd     |
| ---- | ---- | ------------------ | -------- |
| 1    | NOR  | Ingrid Kristiansen | 31.05,85 |
| 2    | URS  | Olena Zjoepiëva    | 31.09,40 |
| 3    | GDR  | Kathrin Ullrich    | 31.11,34 |
| 4    | URS  | Olga Bondarenko    | 31.18,38 |
| 5    | GBR  | Liz Lynch-McColgan | 31.19,82 |
| 6    | USA  | Lynn Jennings      | 31.45,43 |
| 7    | POR  | Albertina Machado  | 31.46,61 |
| 8    | CHN  | Wang Xiuting       | 31.48,88 |

### Marathon
| Rang | Land | Atleet            | Tijd    |
| ---- | ---- | ----------------- | ------- |
| 1    | KEN  | Douglas Wakiihuri | 2:11.48 |
| 2    | DJI  | Ahmed Salah       | 2:12.30 |
| 3    | ITA  | Gelindo Bordin    | 2:12.40 |
| 4    | AUS  | Steve Moneghetti  | 2:12.49 |
| 5    | GBR  | Hugh Jones        | 2:12.54 |
| 6    | TAN  | Juma Ikangaa      | 2:13.43 |
| 7    | ITA  | Orlando Pizzolato | 2:14.03 |
| 8    | URS  | Ravil Kashapov    | 2:14.41 |

| Rang | Land | Atleet                 | Tijd         |
| ---- | ---- | ---------------------- | ------------ |
| 1    | POR  | Rosa Mota              | 2:25.17 (KR) |
| 2    | URS  | Zoja Ivanova           | 2:32.38      |
| 3    | FRA  | Jocelyne Villeton      | 2:32.53      |
| 4    | NOR  | Bente Moe              | 2:33.21      |
| 5    | URS  | Yelena Tsukhlo         | 2:33.55      |
| 6    | URS  | Yekaterina Khramenkova | 2:34.23      |
| 7    | USA  | Nancy Ditz             | 2:34.54      |
| 8    | FIN  | Sinikka Keskitalo      | 2:35.16      |

### 20 km snelwandelen/10 km snelwandelen
| Rang | Land | Atleet            | Tijd         |
| ---- | ---- | ----------------- | ------------ |
| 1    | ITA  | Maurizio Damilano | 1:20.45 (KR) |
| 2    | TCH  | Jozef Pribilinec  | 1:21.07      |
| 3    | ESP  | José Marín        | 1:21.24      |
| 4    | URS  | Viktor Mostovik   | 1:21.53      |
| 5    | ITA  | Carlo Mattioli    | 1:22.53      |
| 6    | TCH  | Roman Mrazek      | 1:23.01      |
| 7    | FRA  | Jean-Claude Corre | 1:23.38      |
| 8    | COL  | Querubín Moreno   | 1:23.42      |

| Rang | Land | Atleet            | Tijd       |
| ---- | ---- | ----------------- | ---------- |
| 1    | URS  | Irina Strakhova   | 44.12 (KR) |
| 2    | AUS  | Kerry Saxby-Junna | 44.23      |
| 3    | CHN  | Yan Hong          | 44.42      |
| 4    | ESP  | Mari Cruz Diaz    | 44.48      |
| 5    | URS  | Jelena Nikolajeva | 44.54      |
| 6    | SWE  | Monica Gunnarsson | 45.09      |
| 7    | CHN  | Jin Bingjie       | 45.24      |
| 8    | CAN  | Ann Peel          | 45.27      |

### 50 km snelwandelen
| Rang | Land | Atleet               | Tijd         |
| ---- | ---- | -------------------- | ------------ |
| 1    | GDR  | Hartwig Gauder       | 3:40.53 (KR) |
| 2    | GDR  | Ronald Weigel        | 3:41.30      |
| 3    | URS  | Vjatsjeslav Ivanenko | 3:44.02      |
| 4    | ITA  | Raffaello Ducceschi  | 3:47.49      |
| 5    | MEX  | Martín Bermúdez      | 3:48.27      |
| 6    | ITA  | Sandro Bellucci      | 3:48.52      |
| 7    | TCH  | Pavol Szikora        | 3:49.44      |
| 8    | MEX  | Arturo Bravo         | 3:52.08      |

### 110 m horden/100 m horden
| Rang | Land | Atleet           | Tijd  |
| ---- | ---- | ---------------- | ----- |
| 1    | USA  | Greg Foster      | 13,21 |
| 2    | GBR  | Jonathan Ridgeon | 13,29 |
| 3    | GBR  | Colin Jackson    | 13,38 |
| 4    | USA  | Jack Pierce      | 13,41 |
| 5    | URS  | Igors Kazanovs   | 13,48 |
| 6    | ESP  | Carlos Sala      | 13,55 |
| 7    | CAN  | Mark McKoy       | 13,71 |
| 8    | FIN  | Arto Bryggare    | DNS   |

| Rang | Land | Atleet                       | Tijd       |
| ---- | ---- | ---------------------------- | ---------- |
| 1    | BUL  | Ginka Zagorcheva             | 12,34 (KR) |
| 2    | GDR  | Gloria Uibel-Siebert         | 12,44      |
| 3    | GDR  | Cornelia Riefstahl-Oschkenat | 12,46      |
| 4    | BUL  | Jordanka Donkova             | 12,49      |
| 5    | FRA  | Anne Piquereau               | 12,82      |
| 6    | FRA  | Laurence Elloy-Machabey      | 12,83      |
| 7    | FRG  | Claudia Zaczkiewicz          | 12,98      |
| 8    | USA  | LaVonna Martin-Floreal       | 13,06      |

### 400 m horden
| Rang | Land | Atleet        | Tijd       |
| ---- | ---- | ------------- | ---------- |
| 1    | USA  | Edwin Moses   | 47,46 (KR) |
| 2    | USA  | Danny Harris  | 47,48      |
| 3    | FRG  | Harald Schmid | 47,48 (ER) |
| 4    | SWE  | Sven Nylander | 48,37      |
| 5    | SEN  | Amadou Dia Ba | 48,37      |
| 6    | NGR  | Henry Amike   | 48,63      |
| 7    | GBR  | Kriss Akabusi | 48,74      |
| 8    | ESP  | José Alonso   | 49,46      |

| Rang | Land | Atleet                     | Tijd       |
| ---- | ---- | -------------------------- | ---------- |
| 1    | GDR  | Sabine Busch               | 53,62 (KR) |
| 2    | AUS  | Debbie Flintoff-King       | 54,19      |
| 3    | GDR  | Cornelia Feuerbach-Ullrich | 54,31      |
| 4    | JAM  | Sandra Farmer-Patrick      | 54,38      |
| 5    | FIN  | Tuija Helander-Kuusisto    | 54,62      |
| 6    | URS  | Anna Ambraziene            | 55,68      |
| 7    | USA  | Schowonda Williams         | 55,86      |
| 8    | USA  | Judi Brown-King            | 56,10      |

### 3000 m steeple
| Rang | Land | Atleet            | Tijd         |
| ---- | ---- | ----------------- | ------------ |
| 1    | ITA  | Francesco Panetta | 8.08,57 (KR) |
| 2    | GDR  | Hagen Melzer      | 8.10,32      |
| 3    | BEL  | William Van Dijck | 8.12,18      |
| 4    | USA  | Brian Diemer      | 8.14,46      |
| 5    | CAN  | Graeme Fell       | 8.16,46      |
| 6    | USA  | Henry Marsh       | 8.17,78      |
| 7    | KEN  | Peter Koech       | 8.20,08      |
| 8    | KEN  | Patrick Sang      | 8.20,45      |

### 4 x 100 m estafette
| Rang | Land | Atleten                                                               | Tijd       |
| ---- | ---- | --------------------------------------------------------------------- | ---------- |
| 1    | USA  | Lee McRae Lee McNeill Harvey Glance Carl Lewis                        | 37,90      |
| 2    | URS  | Aleksandr Jevgenjev Viktor Bryzgin Vladimir Moeravjov Vladimir Krylov | 38,02 (ER) |
| 3    | JAM  | John Mair Andrew Smith Clive Wright Ray Stewart                       | 38,41      |
| 4    | CAN  | Ben Johnson Atlee Mahorn Desai Williams Mike Dwyer                    | 38,47      |
| 5    | FRG  | Fritz Heer Volker Westhagemann Christian Haas Norbert Dobeleit        | 38,73      |
| 6    | HUN  | István Nagy László Karaffa István Tatár Attila Kovács                 | 39,04      |
| 7    | ITA  | Ezio Madona Domenico Gorla Paolo Catalano Pierfrancesco Pavoni        | 39,62      |
| 8    | CHN  | Li Tao Cai Jianming Li Feng Zheng Chen                                | 39,93      |

| Rang | Land | Atleten                                                                          | Tijd       |
| ---- | ---- | -------------------------------------------------------------------------------- | ---------- |
| 1    | USA  | Alice Brown Diane Williams Florence Griffith-Joyner Pam Marshall                 | 41,58 (KR) |
| 2    | GDR  | Silke Gladisch-Möller Cornelia Riefstahl-Oschkenat Kerstin Behrendt Marlies Göhr | 41,95      |
| 3    | URS  | Irina Slyusar Natalya Pomoshchnikova Natalya German Olga Antonowa                | 42,33      |
| 4    | BUL  | Ginka Zagorcheva Anelia Nuneva Nadezhda Georgieva Valya Demirewa                 | 42,71      |
| 5    | FRG  | Silke-Beate Knoll Ulrike Sarvari Andrea Thomas Ute Thimm                         | 43,20      |
| 6    | CAN  | Angela Bailey Angela Phipps Angella Taylor-Issajenko Keturah Anderson            | 43,26      |
| 7    | CUB  | Eusebia Riquelme Aliuska López Susana Armenteros Liliana Allen                   | 43,66      |
| 8    | FRA  | Françoise Leroux Marie-Christine Cazier Laurence Bily Muriel Leroy               | 43,75      |

### 4 x 400 m estafette
| Rang | Land | Atleten                                                              | Tijd         |
| ---- | ---- | -------------------------------------------------------------------- | ------------ |
| 1    | USA  | Danny Everett Roddie Haley Antonio McKay Butch Reynolds              | 2.57,29 (KR) |
| 2    | GBR  | Derek Redmond Kriss Akabusi Roger Black Philip Brown                 | 2.58,86 (ER) |
| 3    | CUB  | Leandro Peñalver Agustin Pavo Lazaro Martínez Roberto Hernández      | 2.59,16 (NR) |
| 4    | FRG  | Norbert Dobeleit Mark Henrich Edgar Itt Harald Schmid                | 2.59,96 (NR) |
| 5    | KEN  | Joseph Sainah John Anzrah Elijah Bitok David Kitur                   | 3.01,67      |
| 6    | JAM  | Mark Senior Devon Morris Winthrop Graham Bertland Cameron            | 3.04,53      |
| 7    | URS  | Yevgeniy Lomtyev Vladimir Prosin Aleksandr Kurochkin Vladimir Krylov | DNF          |
| 8    | NGR  | Moses Ugbisie Joseph Falaye Henry Amike Innocent Egbunike            | DNS          |

| Rang | Land | Atleten                                                                             | Tijd         |
| ---- | ---- | ----------------------------------------------------------------------------------- | ------------ |
| 1    | GDR  | Dagmar Rübsam-Neubauer Kirsten Siemon-Emmelmann Petra Müller-Schersing Sabine Busch | 3.18,63 (KR) |
| 2    | URS  | Aëlita Joertsjenko Olga Nazarova Maria Pinigina Olga Bryzgina                       | 3.19,50      |
| 3    | USA  | Diane Dixon Denean Howard-Hill Valerie Brisco-Hooks Lillie Leatherwood              | 3.21,04      |
| 4    | CAN  | Charmaine Crooks Molly Killingbeck Marita Payne-Wiggins Jillian Richardson          | 3.24"        |
| 5    | FRG  | Ute Thimm Helga Arendt Gudrun Abt Gisela Kinzel                                     | 3.24,94      |
| 6    | JAM  | Cathy Rattray-Williams Sandra Farmer-Patrick Ilrey Oliver Sandie Richards           | 3.27,51      |
| 7    | FRA  | Nathalie Simon Nadine Debois Hélène Huart Fabienne Ficher                           | 3.27,60      |
| 8    | BUL  | Tsvetanka Ilieva Rositsa Stamenova Pepa Pavlova Juliana Marinowa                    | 3.30,24      |

### Hoogspringen
| Rang | Land | Atleet            | Hoogte      |
| ---- | ---- | ----------------- | ----------- |
| 1    | SWE  | Patrik Sjöberg    | 2,38 m (KR) |
| 2    | URS  | Igor Paklin       | 2,38 m (KR) |
| 2    | URS  | Gennadi Avdejenko | 2,38 m (KR) |
| 4    | FRG  | Dietmar Mögenburg | 2,35 m      |
| 5    | BER  | Clarence Saunders | 2,32 m      |
| 6    | ROM  | Sorin Matei       | 2,32 m      |
| 7    | TCH  | Ján Zvara         | 2,32 m      |
| 8    | FRG  | Carlo Thränhardt  | 2,29 m      |

| Rang | Land | Atleet                 | Hoogte      |
| ---- | ---- | ---------------------- | ----------- |
| 1    | BUL  | Stefka Kostadinova     | 2,09 m (WR) |
| 2    | URS  | Tamara Bykova          | 2,04 m      |
| 3    | GDR  | Susanne Helm-Beyer     | 1,99 m      |
| 4    | CUB  | Silvia Costa           | 1,96 m      |
| 5    | URS  | Larisa Kositsyna       | 1,96 m      |
| 6    | FRG  | Heike Redetsky         | 1,96 m      |
| 7    | BUL  | Svetlana Isaeva-Leseva | 1,93 m      |
| 8    | USA  | Louise Ritter          | 1,93 m      |

### Verspringen
| Rang | Land | Atleet               | Afstand     |
| ---- | ---- | -------------------- | ----------- |
| 1    | USA  | Carl Lewis           | 8,67 m (KR) |
| 2    | URS  | Robert Emmijan       | 8,53 m      |
| 3    | USA  | Larry Myricks        | 8,33 m      |
| 4    | ITA  | Giovanni Evangelisti | 8,19 m      |
| 5    | GDR  | Jens Hirschberg      | 8,16 m      |
| 6    | CUB  | Jaime Jefferson      | 8,14 m      |
| 7    | BUL  | Vladimir Amidzhinov  | 8,11 m      |
| 8    | USA  | Mike Conley          | 8,10 m      |

| Rang | Land | Atleet                | Afstand     |
| ---- | ---- | --------------------- | ----------- |
| 1    | USA  | Jackie Joyner-Kersee  | 7,36 m (KR) |
| 2    | URS  | Jelena Belevskaja     | 7,14 m      |
| 3    | GDR  | Heike Daute-Drechsler | 7,13 m      |
| 4    | GDR  | Helga Radtke          | 7,01 m      |
| 5    | URS  | Galina Tsjistjakova   | 6,99 m      |
| 6    | URS  | Irina Valyukevich     | 6,89 m      |
| 7    | USA  | Jennifer Inniss       | 6,80 m      |
| 8    | AUS  | Nicole Boegman        | 6,63 m      |

### Polsstokhoogspringen
| Rang | Land | Atleet           | Hoogte      |
| ---- | ---- | ---------------- | ----------- |
| 1    | URS  | Sergej Boebka    | 5,85 m (KR) |
| 2    | FRA  | Thierry Vigneron | 5,80 m      |
| 3    | URS  | Rodion Gataullin | 5,80 m      |
| 4    | POL  | Marian Kolasa    | 5,80 m      |
| 5    | USA  | Earl Bell        | 5,70 m      |
| 5    | BUL  | Nikolay Nikolov  | 5,70 m      |
| 7    | BUL  | Delko Lesev      | 5,60 m      |
| 8    | BUL  | Atanas Tarev     | 5,60 m      |

### Hink-stap-springen
| Rang | Land | Atleet              | Afstand      |
| ---- | ---- | ------------------- | ------------ |
| 1    | BUL  | Christo Markov      | 17,92 m (KR) |
| 2    | USA  | Mike Conley         | 17,67 m      |
| 3    | URS  | Oleg Sakirkin       | 17,43 m      |
| 4    | URS  | Aleksandr Kovalenko | 17,38 m      |
| 5    | POL  | Jacek Pastusinski   | 17,35 m      |
| 6    | NGR  | Joseph Taiwo        | 17,29 m      |
| 7    | FRG  | Peter Bouschen      | 17,26 m      |
| 8    | URS  | Oleg Protsenko      | 17,23 m      |

### Speerwerpen
| Rang | Land | Atleet             | Afstand      |
| ---- | ---- | ------------------ | ------------ |
| 1    | FIN  | Seppo Räty         | 83,54 m (KR) |
| 2    | URS  | Viktor Jevsjoekov  | 82,52 m      |
| 3    | TCH  | Jan Železný        | 82,20 m      |
| 4    | USA  | Tom Petranoff      | 81,28 m      |
| 5    | URS  | Lev Shatilo        | 81,02 m      |
| 6    | JPN  | Kazuhiro Mizoguchi | 80,24 m      |
| 7    | GBR  | Mick Hill          | 79,66 m      |
| 8    | SWE  | Dag Wennlund       | 78,40 m      |

| Rang | Land | Atleet                           | Afstand      |
| ---- | ---- | -------------------------------- | ------------ |
| 1    | GBR  | Fatima Whitbread                 | 76,64 m (KR) |
| 2    | GDR  | Petra Felke-Meier                | 71,76 m      |
| 3    | FRG  | Beate Peters                     | 68,82 m      |
| 4    | GBR  | Tessa Sanderson                  | 67,54 m      |
| 5    | GDR  | Susanne Jung                     | 67,46 m      |
| 6    | FIN  | Tiina Lillak                     | 66,82 m      |
| 7    | URS  | Natalya Kolenchukova-Yermolovich | 65,52 m      |
| 8    | CUB  | Ivonne Leal                      | 64,90 m      |

### Discuswerpen
| Rang | Land | Atleet             | Afstand      |
| ---- | ---- | ------------------ | ------------ |
| 1    | GDR  | Jürgen Schult      | 68,74 m (KR) |
| 2    | USA  | John Powell        | 66,22 m      |
| 3    | CUB  | Luis Delís         | 66,02 m      |
| 4    | FRG  | Rolf Danneberg     | 65,96 m      |
| 5    | URS  | Vladimir Zinchenko | 65,60 m      |
| 6    | URS  | Romas Ubartas      | 65,50 m      |
| 7    | TCH  | Imrich Bugár       | 65,32 m      |
| 8    | URS  | Vaclavas Kidykas   | 63,64 m      |

| Rang | Land | Atleet                  | Afstand      |
| ---- | ---- | ----------------------- | ------------ |
| 1    | GDR  | Martina Hellmann        | 71,62 m (KR) |
| 2    | GDR  | Diana Sachse-Gansky     | 70,12 m      |
| 3    | BUL  | Tsvetanka Khristova     | 68,82 m      |
| 4    | GDR  | Ilke Wyludda            | 68,20 m      |
| 5    | BUL  | Svetla Mitkova-Sinirtas | 66,58 m      |
| 6    | TCH  | Zdeňka Šilhavá          | 64,82 m      |
| 7    | URS  | Larisa Mikhalchenko     | 64,72 m      |
| 8    | ROM  | Mariana Lengyel         | 62,30 m      |

### Kogelstoten
| Rang | Land | Atleet            | Afstand      |
| ---- | ---- | ----------------- | ------------ |
| 1    | SUI  | Werner Günthör    | 22,23 m (KR) |
| 2    | ITA  | Alessandro Andrei | 21,88 m      |
| 3    | USA  | John Brenner      | 21,75 m      |
| 4    | TCH  | Remigius Machura  | 21,39 m      |
| 5    | GDR  | Ulf Timmermann    | 21,35 m      |
| 6    | GDR  | Udo Beyer         | 21,13 m      |
| 7    | AUT  | Klaus Bodenmüller | 20,41 m      |
| 8    | URS  | Sergey Gavryushin | 20,15 m      |

| Rang | Land | Atleet             | Afstand      |
| ---- | ---- | ------------------ | ------------ |
| 1    | URS  | Natalja Lisovskaja | 21,24 m (KR) |
| 2    | GDR  | Kathrin Neimke     | 21,21 m      |
| 3    | GDR  | Ines Müller        | 20,76 m      |
| 4    | FRG  | Claudia Losch      | 20,73 m      |
| 5    | URS  | Natalya Akhrimenko | 20,68 m      |
| 6    | GDR  | Heike Hartwig      | 20,63 m      |
| 7    | CHN  | Li Meisu           | 20,43 m      |
| 8    | TCH  | Helena Fibingerová | 20,29 m      |

### Kogelslingeren
| Rang | Land | Atleet           | Afstand      |
| ---- | ---- | ---------------- | ------------ |
| 1    | URS  | Sergej Litvinov  | 83,06 m (KR) |
| 2    | URS  | Jüri Tamm        | 80,84 m      |
| 3    | GDR  | Ralf Haber       | 80,76 m      |
| 4    | FRG  | Christoph Sahner | 80,58 m      |
| 5    | URS  | Igor Nikoelin    | 80,18 m      |
| 6    | FRG  | Heinz Weis       | 80,18 m      |
| 7    | HUN  | Tibor Gécsek     | 77,56 m      |
| 8    | BUL  | Plamen Minev     | 77,06 m      |

### Tienkamp/Zevenkamp
| Rang | Land | Atleet             | Punten   |
| ---- | ---- | ------------------ | -------- |
| 1    | GDR  | Torsten Voss       | 8680 pnt |
| 2    | FRG  | Siegfried Wentz    | 8461 pnt |
| 3    | URS  | Pavel Tarnavetskiy | 8375 pnt |
| 4    | FRA  | Christian Plaziat  | 8307 pnt |
| 5    | GDR  | Christian Schenk   | 8304 pnt |
| 6    | NZL  | Simon Poelman      | 8296 pnt |
| 7    | FRA  | Alain Blondel      | 8178 pnt |
| 8    | URS  | Aleksandr Nevskiy  | 8174 pnt |

| Rang | Land | Atleet                | Punten        |
| ---- | ---- | --------------------- | ------------- |
| 1    | USA  | Jackie Joyner-Kersee  | 7128 pnt (KR) |
| 2    | URS  | Larisa Toertsjinskaja | 6564 pnt      |
| 3    | USA  | Jane Frederick        | 6502 pnt      |
| 4    | GDR  | Anke Vater-Behmer     | 6460 pnt      |
| 5    | ROM  | Liliana Nastase       | 6325 pnt      |
| 6    | GDR  | Marion Reichelt       | 6296 pnt      |
| 7    | URS  | Marianna Maslennikova | 6228 pnt      |
| 8    | CHN  | Yuqing Zhu            | 6211 pnt (AR) |

## Legenda
- AR= Werelddeelrecord (Area Record)
- WR: Wereldrecord
- KR: Kampioenschapsrecord
- NR: Nationaal record
- ER: Europees record
- DNS: Niet gestart
- DNF: Niet gefinisht
- DSQ: Gediskwalificeerd

## Medailleklassement
| Plaats | Land                           | Goud | Zilver | Brons | Totaal |
| 1      | Duitse Democratische Republiek | 10   | 11     | 10    | 31     |
| 2      | Verenigde Staten               | 10   | 4      | 6     | 20     |
| 3      | Sovjet-Unie                    | 7    | 12     | 6     | 25     |
| 4      | Bulgarije                      | 3    | 0      | 1     | 4      |
| 5      | Kenia                          | 3    | 0      | 0     | 3      |
| 6      | Italië                         | 2    | 2      | 1     | 5      |
| 7      | Verenigd Koninkrijk            | 1    | 3      | 4     | 8      |
| 8      | Portugal                       | 1    | 1      | 0     | 2      |
| 9      | Finland                        | 1    | 0      | 0     | 1      |
|        | Marokko                        | 1    | 0      | 0     | 1      |
|        | Noorwegen                      | 1    | 0      | 0     | 1      |
|        | Somalië                        | 1    | 0      | 0     | 1      |
|        | Zweden                         | 1    | 0      | 0     | 1      |
|        | Zwitserland                    | 1    | 0      | 0     | 1      |
| 15     | Frankrijk                      | 0    | 2      | 1     | 3      |
| 16     | Australië                      | 0    | 2      | 0     | 2      |
| 17     | Jamaica                        | 0    | 1      | 3     | 4      |
| 18     | West-Duitsland                 | 0    | 1      | 2     | 3      |
| 19     | Roemenië                       | 0    | 1      | 1     | 2      |
|        | Spanje                         | 0    | 1      | 1     | 2      |
|        | Tsjecho-Slowakije              | 0    | 1      | 1     | 2      |
| 22     | Djibouti                       | 0    | 1      | 0     | 1      |
|        | Nigeria                        | 0    | 1      | 0     | 1      |
| 24     | Cuba                           | 0    | 0      | 2     | 2      |
| 25     | België                         | 0    | 0      | 1     | 1      |
|        | Brazilië                       | 0    | 0      | 1     | 1      |
|        | China                          | 0    | 0      | 1     | 1      |
| Totaal | Totaal                         | 43   | 44     | 42    | 129    |

1983 · 
1987 · 
1991 · 
1993 · 
1995 · 
1997 · 
1999 · 
2001 · 
2003 · 
2005 · 
2007 · 
2009 · 
2011 · 
2013 · 
2015 · 
2017 · 
2019 · 
2022 · 
2023